# Liste des maires de Nouméa

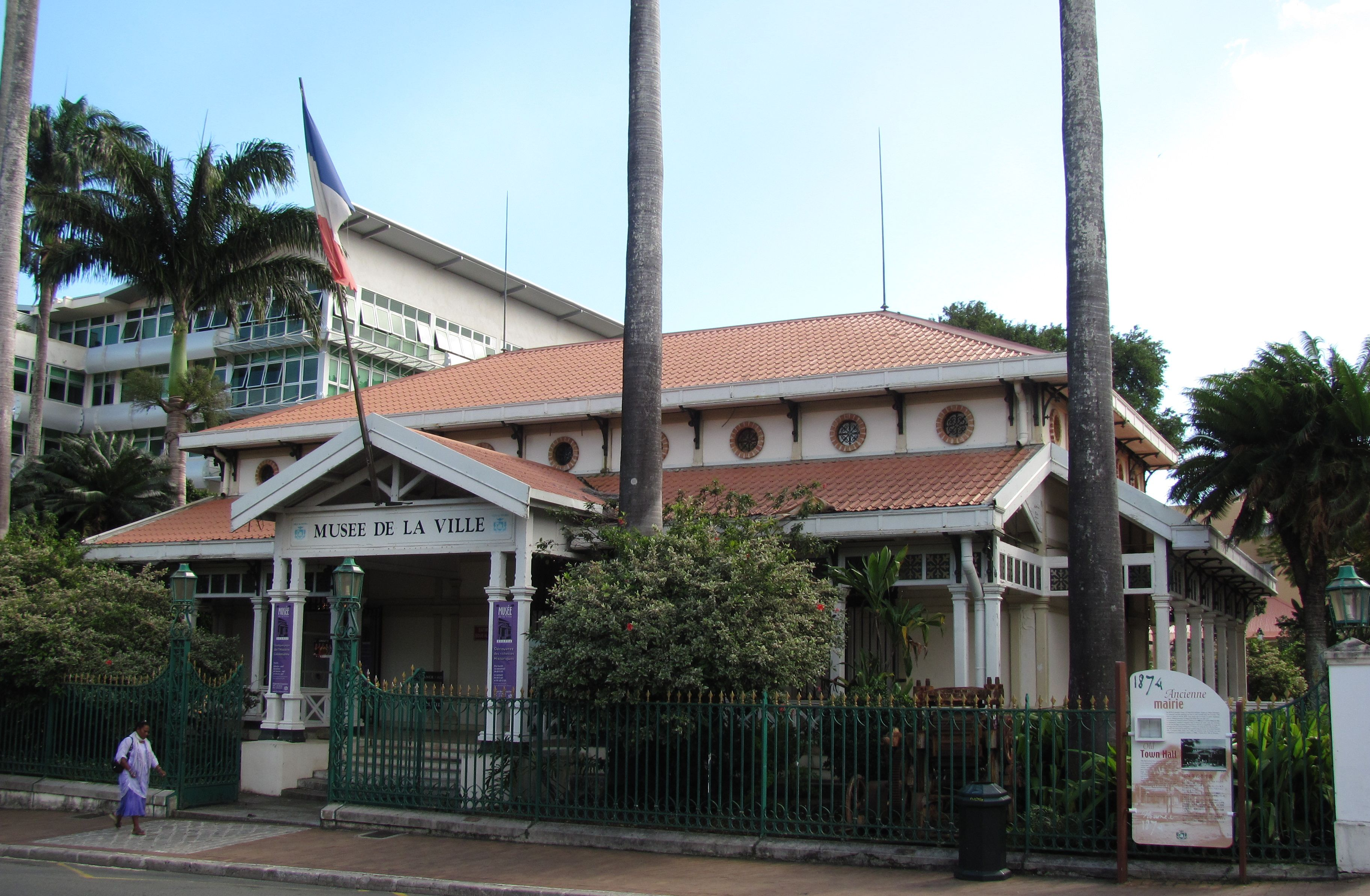
Le bâtiment de la mairie de Nouméa de 1880 à 1975, reconverti en musée de la ville en 1996

Nouméa, chef-lieu de la collectivité française de Nouvelle-Calédonie, s'est constituée pour la première fois en commune alors qu'elle s'appelait encore Port-de-France en 1859. Le premier conseil municipal, entièrement nommé par le maire, fut éphémère, et dès 1860, il est dissous. Il faudra attendre 1874 pour qu'un nouveau conseil, celui-ci aussi nommé par le gouverneur, soit formé dans la commune qui porte désormais son nom définitif, et la première élection municipale a lieu en 1882. 

## Les premiers maires de la ville
Le premier maire de la commune, alors sous le nom de Port-de-France, de 1859 à 1860, fut donc bien Victor Coudelou (1822-1829), officier de santé de la faculté de Paris d'origine bretonne, propriétaire dans la presqu'île nouméenne depuis 1859 et plus tard propriétaire de la première pharmacie civile de l'île de 1866 à 1869. 
Le premier maire de Nouméa à proprement parler et non plus de Port-de-France, de 1874 à 1879, fut Arthur Pelletier (1832-1909), négociant et armateur né à Paris, arrivé dans la colonie en 1872 pour y prendre la présidence de la succursale de la Compagnie des Messageries maritimes.
Enfin, le premier maire élu de la ville, de 1882 à 1883, fut Eugène Porcheron (1816-1883), fervent républicain qui dut s'exiler à la suite du coup d'État du 2 décembre 1851 du prince-président Louis-Napoléon Bonaparte, il s'expatrie d'abord en Australie puis arrive en Nouvelle-Calédonie en 1858, il y devient colon-éleveur à Port-de-France puis Nouméa.

## Le conseil municipal contre l'administration coloniale
Seule institution élue directement par les colons jusqu'à la création du conseil général en 1885, elle entre alors régulièrement en confrontation avec l'administration coloniale ou avec celle du bagne. Cela aboutit à une relative instabilité: ainsi, 21 maires se succèdent (même si quelques-uns reviennent à plusieurs reprises à la tête du conseil municipal) dans le fauteuil de maire de 1882 à 1935. 
La période la plus troublée semble alors celle allant de 1895 à 1899: quatre maires se succèdent en quatre ans. Or, ce moment correspond plus ou moins au passage au poste de gouverneur de Paul Feillet (1857-1903, gouverneur de 1894 à 1903 mais absent à partir de 1902). Celui-ci décide d'arrêter le « robinet d'eau sale », selon ses propres termes, à savoir la colonisation pénale, au profit du peuplement de la Nouvelle-Calédonie par des colons libres attirés dans l'archipel par une propagande active. Ces nouvelles familles sont installées en « Brousse » selon le principe d'une « démocratie rurale » fondée sur la culture du café. S'il est soutenu dans son entreprise par le ministère, la politique du gouverneur Feillet entraîne l'opposition :
- de l'administration pénitentiaire, jusqu'ici toute puissante en Nouvelle-Calédonie et appelée à disparaître,
- des Colons libres déjà présents dans l'île depuis les années 1850, notamment très représentés à Nouméa et qui contrôlent les deux institutions élues de l'île, le conseil municipal et le conseil général. Or, ceux-ci reprochent à Feillet, outre un certain autoritarisme, le fait d'utiliser les deniers publics de la colonie (essentiellement fournis alors par la ville) en faveur de la « Brousse », tandis que certains grands colons et les maisons d'affaires établies jusqu'ici dans la colonie voient leurs situations acquises menacées et craignent de perdre la main d'œuvre bon marché et abondante que constituaient les colons pénaux,
- des Missions, qui se veulent alors les défenseurs des droits des Kanaks et donc s'opposent également à la politique de Feillet qui entraîne de nouvelles spoliations de terres pour les populations mélanésiennes.

S'engage donc alors une véritable lutte d'influence entre d'une part le colon et ses soutiens qu'il introduit notamment à des postes clés, notamment en faisant entrer plusieurs représentants des nouvelles familles qu'il a fait installer au conseil général, et les colons anciens ou « pionniers » essentiellement urbains. 
Jusqu'ici l'opposition s'était faite essentiellement entre républicains plutôt francs-maçons et dont « laïcards » voire anticléricaux (incarnés alors par la famille Porcheron, les deux fils du premier maire élu de la ville, Armand et Arthur Porcheron, s'étant eux aussi lancés en politique, ou encore par l'avocat lui aussi républicain, franc-maçon et anticlérical Jean-Baptiste Dezarnaulds qui fut plusieurs fois maire et qui représentait alors l'aile gauche de la vie politique calédonienne) et le « parti de droite » plus proche de l'Église catholique et plus clérical (Paul-Louis Audrain, premier maire révoqué par Feillet en 1897, désigné par Feillet comme le chef du « parti catholique de la Mission », membre de la Conférence de Saint-Vincent-de-Paul, ou encore Paul Guiraud de Levizac qui lui aussi fut maire de courte durée de 1898 à 1899 avant d'être révoqué à son tour par le gouverneur). Face au gouverneur Feillet, ces deux partis s'associent, dans sa totalité pour les cléricaux tandis que les républicains radicaux se divisent avec des anti-Feillet (dont les Porcheron) et des pro-Feillet (le journal Radical de Charles-Michel Simon ou encore le Comité républicain de la Nouvelle-Calédonie de Charles Loupias). À cela s'ajoutent des luttes personnelles, entraînant des séances houleuses au conseil municipal et au conseil général qui deviennent toutefois les instruments de la fronde contre le gouverneur, qui en réponse dissout régulièrement ces assemblées ou bien révoque leur maire ou leur président lorsque ceux-ci ont été trop loin. D'où la succession rapide des maires à ce moment. Finalement, la crise est désamorcée lorsqu'un partisan du gouverneur, Charles Loupias (1855-1934), horloger d'origine aveyronnaise installé dans la colonie depuis 1875 et président du Comité républicain de la Nouvelle-Calédonie qui soutient Feillet, est élu maire de Nouméa en  1899. Après la période d'instabilité qui l'a précédé, il se maintient comme premier magistrat de la commune jusqu'en 1907, détenant le record de longévité à la tête de la ville (8 ans, 5 mois et 14 jours) jusqu'en 1961, date à laquelle Roger Laroque l'a dépassé.

## Les maires de Nouméa
Il y a eu, de 1859 à nos jours, un maire de Port-de-France et 24 maires de Nouméa (25 si l'on compte le maire intérimaire Hippolyte Loiseau), dont 3 nommés (de 1874 à 1882) et 21 élus. Parmi ces derniers, 18 se situent sur la période allant de 1888 à 1947 pour trois seulement depuis 1947, et notamment uniquement deux depuis 1953.
| Période                          | Identité                                     | Parti                                        | Qualité                                                                                      |
| -------------------------------- | -------------------------------------------- | -------------------------------------------- | -------------------------------------------------------------------------------------------- |
| 25 juin 1859-21 juillet 1860     | Victor Coudelou                              |                                              | Officier de santé, Pharmacien                                                                |
| 5 octobre 1874-11 juillet 1879   | Arthur Pelletier                             |                                              | Négociant et armateur                                                                        |
| 12 juillet 1879-23 juin 1882     | Jean-Baptiste Dezarnaulds (1)                | Républicain anticlérical                     | Avocat, notaire Président du conseil général (1885-1886/1886-1889/1890-1892)                 |
| 24 juin 1882-24 février 1883     | Eugène Porcheron                             | Républicain                                  | Colon éleveur                                                                                |
| 3 mars 1883-4 avril 1884         | Jean-Baptiste Dezarnaulds (2)                | Républicain anticlérical                     | Avocat, notaire Président du conseil général (1885-1886/1886-1889/1890-1892)                 |
| 17 mai 1884-9 mars 1887          | Charles-Michel Simon (1)                     | Républicain anticlérical                     | Fonctionnaire puis négociant                                                                 |
| 16 avril 1887-18 mai 1888        | Constant Caulry                              |                                              | Ingénieur du nickel, industriel Président du conseil général (1892-1895/1898-1901/1902-1903) |
| 19 mai-15 décembre 1888          | Jean-Baptiste Dezarnaulds (3)                | Républicain anticlérical                     | Avocat, notaire Président du conseil général (1885-1886/1886-1889/1890-1892)                 |
| 15 décembre 1888-31 janvier 1895 | Pierre Sauvan                                | Républicain anticlérical                     | Colon éleveur                                                                                |
| 6 avril 1895-17 mai 1896         | Jean-Baptiste Marillier                      |                                              | Commerçant, exploitant minier                                                                |
| 23 juin-19 décembre 1896         | Arthur Porcheron (1)                         | Républicain anticlérical                     | Colon éleveur et exploitant minier                                                           |
| 19 décembre 1896-27 octobre 1897 | Paul-Louis Audrain                           | Droite cléricale                             | Commerçant                                                                                   |
| 20 novembre 1897-5 mars 1898     | Hippolyte Émile Loiseau                      |                                              | Commerçant                                                                                   |
| 5 mars 1898-9 janvier 1899       | Paul Guiraud de Levizac                      | Droite cléricale                             | Magistrat, avocat                                                                            |
| 10 janvier-1er mars 1899         | Charles-Michel Simon (2) Arthur Porcheron(2) | Républicains anticléricaux                   |                                                                                              |
| 2 mars 1899-16 août 1907         | Charles Loupias                              | Républicain                                  | Horloger                                                                                     |
| 21 septembre 1907-3 mai 1908     | Jean Oulès (1)                               |                                              | Commerçant Président du conseil général (1908-1910)                                          |
| 9 mai 1908-26 mai 1909           | Louis-Alexandre Gex                          |                                              | Homme d'affaires                                                                             |
| 17 juin 1909-9 mai 1912          | Jean Oulès (2)                               |                                              | Commerçant Président du conseil général (1908-1910)                                          |
| 10 mai 1912-21 décembre 1919     | Paul Leyraud                                 |                                              | Directeur de société                                                                         |
| 29 décembre 1919-4 novembre 1922 | Auguste Brun                                 |                                              | Avocat                                                                                       |
| 30 novembre 1922-2 mai 1925      | Marx Lang                                    |                                              | Docteur vétérinaire                                                                          |
| 4 mai 1925-6 mai 1929            | Baptiste Ducasse                             |                                              | Notaire                                                                                      |
| 6 mai 1929-9 octobre 1933        | Pierre Vernier                               |                                              | Industriel, exploitant minier                                                                |
| 9 octobre 1933-12 mai 1935       | Pierre Jeannin                               | Droite cléricale                             | Négociant                                                                                    |
| 13 mai 1935                      | Édouard Dalmayrac (1)                        | Radical                                      | Directeur de société                                                                         |
| 13 mai 1935-19 octobre 1943      | Ernest Massoubre                             |                                              | Industriel                                                                                   |
| 20 octobre 1943-12 mai 1947      | Édouard Dalmayrac (2)                        | Radical                                      | Directeur de société                                                                         |
| 12 mai 1947-7 mai 1953           | Henri Sautot                                 | Gaulliste                                    | Haut fonctionnaire colonial Gouverneur de la Nouvelle-Calédonie (1940-1942)                  |
| 7 mai 1953-18 novembre 1985      | Roger Laroque                                | Républicains sociaux, RI, EDS puis RPCR      | Négociant, homme d'affaires                                                                  |
| 24 janvier 1986-5 avril 2014     | Jean Lèques                                  | RPCR puis R-UMP UDF-CDS puis UDF-FD puis UMP | Notaire Président du Gouvernement local (1999-2001)                                          |
| 5 avril 2014-                    | Sonia Lagarde                                | Calédonie ensemble-UDI puis LREM             | Ancienne speakerine Commerçante Députée de la 1re circonscription                            |